# 太郎坊宮前站
太郎坊宮前站（日语：／ Tarobōgūmae eki */?）是位於滋賀縣東近江市小脇町，近江鐵道八日市線的車站。車站編號為OR17。

## 歷史
- 1913年（大正2年）12月29日 - 湖南鐵道太郎坊站啟用。
- 1927年（昭和2年）5月15日 - 與琵琶湖鐵道汽船合併，成為該公司的車站。
- 1929年（昭和4年）4月1日 - 路線轉讓至八日市鐵道，成為該公司的車站。
- 1944年（昭和19年）3月1日 - 與近江鐵道合併，成為近江鐵道八日市線的車站。
- 1998年（平成10年）4月1日 - 車站改名為太郎坊宮前站。

## 車站構造
車站是一座地面車站，設有1面1線的單式月台。車站入口和柵欄塗上了橙色。
在戰前，太郎坊宮（阿賀神社）和八日市飛行場都是湖南鐵道（後來是八日市鐵道，現時為八日市線）線上的觀光景點、在沿線資訊上記載了上述兩地。在1927年(昭和2年)為了針對增加的參拜乘客，在當地人士的捐款下進行了包括建設車站大樓在內的車站更新工程，由無人站變為有人站。在年初年尾期間為了太郎坊宮初詣而開設臨時列車，也售賣了太郎坊站來回優惠車票。在昭和30年代後期，隨著車站大樓老化而拆毀，當時大樓是一座木製建築物。在1940年前設有商店，售賣糖果、紙氣球、賽璐珞制之天狗面具等太郎坊宮土產。在車站大樓拆毀後，車站也很快變成無人站。
站名牌與近江鐵道的官方網站中的車站名稱（平假名）為「たろぼうぐうまえ」。車站名稱取自附近阿賀神社的通稱「太郎坊宮」。在阿賀神社的官方網站中，「太郎坊宮」之讀法（平假名）為「たろうぼうぐう」。在車站啟用至1998年時的站名為「太郎坊」。在戰前八日市鐵道時代，車內的補充票中，此站的平假名寫法為「たろぼう」，出現了平假名寫法不同的情況。在車站入口中設有筆法字體的站名牌，牌上的文字出自太郎坊宮宮司之手。

## 使用狀況
根據「東近江市統計書」，以下為近年一日平均乘車人次。
| 年度   | 一日平均 乘車人次 |
| ------ | ----------------- |
| 2002年 | 107               |
| 2003年 | 93                |
| 2004年 | 87                |
| 2005年 | 100               |
| 2006年 | 119               |
| 2007年 | 118               |
| 2008年 | 100               |
| 2009年 | 109               |
| 2010年 | 104               |
| 2011年 | 106               |
| 2012年 | 118               |
| 2013年 | 122               |
| 2014年 | 127               |
| 2015年 | 132               |
| 2016年 | 128               |

## 車站周邊
車站附近設有農田和住宅。車站可看見太郎坊宮。
- 阿賀神社（太郎坊宮）
- 國道421號（日语：国道421号）

## 相鄰車站
近江鐵道
■八日市線（萬葉茜線）
■快速（平日早上只有1班）
通過
■普通
市邊（OR18）－太郎坊宮前（OR17）－新八日市（OR16）

## 注腳
1. 1 2  高見彰彦「湖南鉄道・八日市鉄道の乗車券と沿線案内」《鐵道史料》(鐵道史資料保存會)No.149 2016年
2. ↑  みんなでつくる　なかのよいまち Vol.3（八日市中野地区街づくり協議会）P.2　「なかのよいまち　いま・むかし　昭和30年代の太郎坊駅」

## 外部連結
- 太郎坊宮前站 （页面存档备份，存于）（日語）（各站資訊）- 近江鐵道